# Abraham Gribelin
Abraham Gribelin (Blois, 1589 – 1671) è stato un orologiaio francese.

## Biografia
Abraham Gribelin iniziò la sua attività come orologiaio a Blois, nella Valle della Loira, nel 1614, ed ereditò dal padre Simon il titolo di “orologiaio del re”. Orologi di sua produzione sono conservati nel Museo del Louvre a Parigi e nell’Ashmolean Museum a Oxford. Suo figlio Nicolas (1635-1715) proseguì l’attività di famiglia.